# 성주도씨 종중 문서 일괄
성주도씨 종중 문서 일괄(星州都氏宗中文書一括)은 조선 태조 2년(1393년)부터 6년(1397년)까지 도응(都膺)이 하사받은 5매의 고문서이다. 문서는 왕지 4매와 녹패 1매이며, 대한민국의 보물 제724호로 지정되어 있다. 대한민국 논산시 연산면 관동리에 있는 성주도씨 문중이 소유하고 관리한다.
본 문서는 성주 도씨 7세 도응(都膺)에게 조선 태조 2년(1393년) 3년, 4년, 6년에 각각 발급된 사령 왕지 4건과 녹패 1건이다. 도응은 고려 말의 공민왕 때에 중대광문하시찬성을 역임하였다. 고려가 망하고 조선이 들어서자 태조왕이 4차례에 걸쳐 왕지를 보내며 관직을 수여했으나 이에 응하지 않았으며 두문동칠십이인의 한 명이다. 4차례의 왕지에는 고려말 조선초의 관직명이 병용되었고, 왕지에 쓰인 새보 4건은 「조선왕보」로, 녹패는 「선사지인」으로 되어 있으며, 필체는 초서체가 사용되었다. 본 문서를 통해 관제의 연혁, 쇄보의 사용경위, 서체의 변화, 문서양식의 변천과정을 규명할 수 있는 중요한 역사적 자료이다.

## 참고 자료
- 성주도씨 종중 문서 일괄 - 국가유산청 국가유산포털
- 이 문서에는 다음커뮤니케이션(현 카카오)에서 GFDL 또는 CC-SA 라이선스로 배포한 글로벌 세계대백과사전의 내용을 기초로 작성된 글이 포함되어 있습니다.